# Колмогоровское
Колмого́ровское — село в Каргапольском районе Курганской области России, ранее именовавшееся деревней Колмого́рова. Входит в состав Осиновского сельсовета.

## Географическое положение
Расположено в равнинной лесостепной полосе, на правом берегу реки Исеть, в 19 км (27 км по автодороге) к северо-западу от рабочего посёлка Каргаполье; в 100 км (110 км по автодороге) к северо-западу от города Кургана.

### Часовой пояс
Колмогоровское, как и вся Курганская область, находится в часовой зоне МСК+2. Смещение применяемого времени относительно UTC составляет +5:00.

## История

### Археологический памятник
В 2-х километрах к юго-востоку от Колмогоровского, где пашня и лес, находится курганный могильник «Колмогоровское-1 (Пирожки)». Появление его относят к раннему железному веку (VII век до н. э. — III век н. э.). Постановлением Администрации Курганской области № 518 от 23.09.1999 включен в список памятников археологии и принят под государственную охрану.

### История села
Деревня Колмогорова основана около 1700 года на территории Усть-Миасской слободы Тобольского уезда Сибирской губернии. Вероятно, предками первопоселенцев являлись выходцы из Холмогор Архангельской губернии. Деревня упоминается в Переписной книге Тобольского уезда переписи тобольского «по выбору» дворянина В. С. Турского (1710 год). В то время там проживало 2 семьи. Главы семей: Федор (Андреев сын) Летуев, Иван Устинов.
В 1800 году в деревне Колмогорова Каргапольской волости Шадринского уезда Пермской губернии было 9 домов, в которых жили: Колмогоровы, Мельниковы, Поповы, Смольниковы.
В «Списке населённых мест по сведениям 1869 года» в Шадринском уезде Пермской губернии значилась «деревня Колмогорова при р. Исеть в 84 двора, 540 жителей».
В церковном отношении деревня входила в Богоявленский приход Усть-Миасской слободы. В 1890—92 гг. в Колмогоровой была построена каменная часовня в честь Покрова Пресвятой Богородицы, а в октябре 1894 года открыта церковная школа грамоты. Часть жителей являлась единоверцами (православными старообрядцами) — прихожанами Покровского прихода в д. Вороновой, а с 1895 года — Покровского прихода в селе Каргапольском.
До революции Колмогорова входила в состав Осиновской волости Шадринского уезда Пермской губернии.
В конце июня — начале июля 1918 года установлена белогвардейская власть. В начале августа 1919 года восстановлена Советская власть.
В 1919 году образован Колмогоровский сельсовет.
В 1919—1923 годах деревня входила в состав Екатеринбургской губернии, в 1923—1934 годах — Уральской области, в 1934—1943 годах — Челябинской области. Затем была включена в состав Курганской области, образованной по Указу Президиума Верховного Совета СССР от 6 февраля 1943 года.
В 1931 году, в начальный период коллективизации, в Колмогоровой насчитывалось 47 единоличных хозяйств и 129 семей (458 человек) членов колхоза «Доброволец». Имели место случаи раскулачивания. Так, в 1936 году были высланы дальше в Сибирь семьи братьев Григория Ефимовича и Ивана Ефимовича Колмогоровых.
В годы Великой Отечественной войны 1941—1945 гг., по данным Книги Памяти Курганской области, из ушедших на фронт колмогоровцев не вернулось 78 человек.
В 1950 году на основании решений общих собраний колхозы «Коневод» (д. Мишагина), «Доброволец» (д. Колмогорова), «Красноувалец» (д. Пирожки) Колмогоровского сельского Совета были объединены в укрупнённый колхоз им. Будённого. На общем собрании 3 февраля 1956 года принято решение об объединении колхоза им. Будённого с колхозом «Память Ленина» (деревни Нечунаева, Ташкова). Объединённое хозяйство названо колхозом «Память Ленина». На основании решения исполнительного комитета Каргапольского районного Совета депутатов трудящихся № 37 от 16 февраля 1968 года (протокол № 4) колхоз «Память Ленина» переименован в колхоз «Исетский».
В колмогоровской бригаде занимались выращиванием хлеба и овощей, разведением гусей, свиней, крупного рогатого скота, производством молока, имелся табун лошадей. В нижнем краю деревни располагался выселок Пески (около десятка дворов). В деревне функционировали начальная школа, детские ясли, магазин, библиотека, клуб, медпункт. В 1971 году на смену бревенчатому было построено кирпичное здание для деревенского клуба.
17 октября 1972 года Колмогоровский сельсовет переименован в Нечунаевский сельсовет. 20 октября 1975 года  Нечунаевский сельсовет упразднён. Колмогорова вошла в состав Осиновского сельсовета и Каргапольского поссовета.
Решением исполнительного комитета Каргапольского районного Совета депутат трудящихся № 68 от 6 марта 1975 года (протокол № 5) колхоз «Исетский» упразднён. Деревни Колмогорова и Пирожки присоединены к колхозу имени Калинина, а Нечунаева, Мишагина и Ташкова — к колхозу имени ХХII съезда КПСС.
С 1990-х в Колмогоровском работает Общество с ограниченной ответственностью имени Калинина, занимающееся преимущественно растениеводством, с центральной усадьбой в селе Осиновское. По состоянию на январь 2019 года в Колмогоровой нет образовательных и культурно-просветительных учреждений.

#### Название (комо́ним)
Изначально — Колмого́рова. На некоторых картах значится как Колмого́рово. Ныне — Колмого́ровское.

## Население
| 1710 | 1869 | 1904 | 1920 | 1926 | 1989 | 2002 |
| ---- | ---- | ---- | ---- | ---- | ---- | ---- |
| 21   | ↗540 | ↗663 | ↗800 | ↘763 | ↘200 | ↘162 |
| 2010 |      |      |      |      |      |      |
| ↘112 |      |      |      |      |      |      |

Национальный состав
- По данным переписи населения 2002 года проживало 162 человек, из них русские — 99 %.
- По данным переписи 1926 года проживал 763 человека, все русские.

## Общественно-деловая зона
В 1978 году установлен памятник «Солдат-освободитель». В центре ансамбля установлена на бетонной платформе окрашенная серебрянкой фигура солдата, держащего в правой руке вертикально поднятый пистолет-пулемёт Шпагина ППШ-41. По краям прикреплены плиты с фамилиями погибших в Великой Отечественной войне.

## Известные уроженцы и жители
- Колмогоров, Григорий Тимофеевич (1898—1960) — заслуженный врач РСФСР, кандидат медицинских наук, майор медицинской службы.
- Колмогоров Гурий Евстратьевич (1922—?) — советский военнослужащий, участник Великой Отечественной войны, полковник медицинской службы[18].